# 금권경제
금권경제(金權經濟, plutonomy)는 plutocrat와 economy의 합성어로, 극소수의 부유층에 부가 집중된 상태를 의미하는 단어이다. 양극화와 깊은 관련이 있다.

## 개요
2005년 아제이 카푸가 주장했다.